# Arnold Genthe

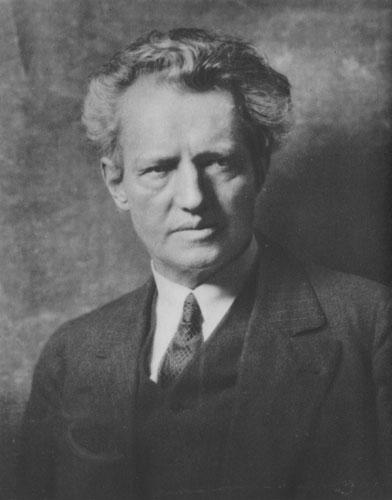
Arnold Genthe, zelfportret

Arnold Genthe (Berlijn, 8 januari 1869 – New York, 9 augustus 1942) was een Duits-Amerikaans fotograaf.

## Leven en werk
Genthe werd in Berlijn geboren als zoon van een leraar Grieks en Latijn. Ook zelf studeerde hij filologie, aan de Friedrich-Schiller-Universiteit te Jena. In 1894 behaalde hij zijn doctorstitel.

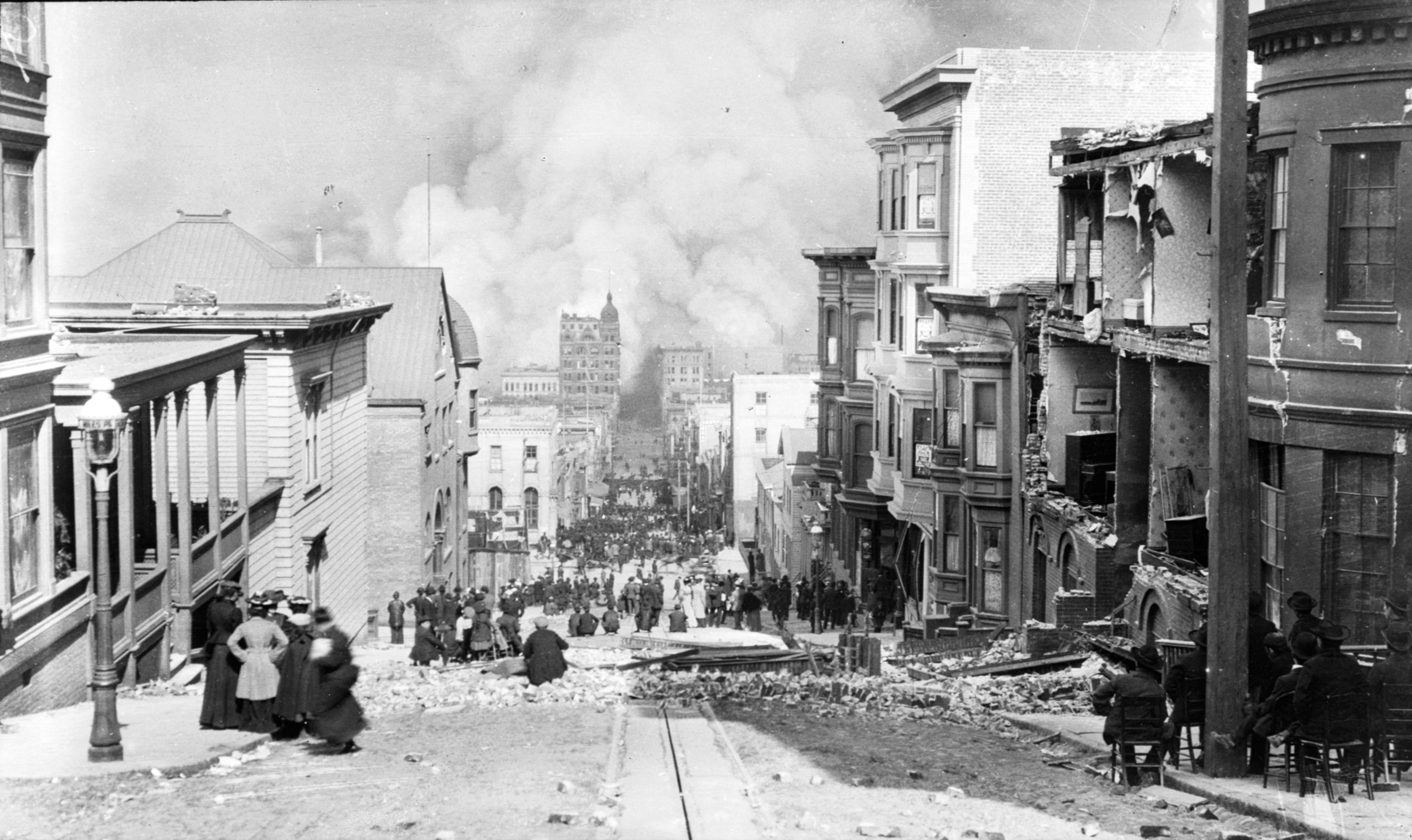
Genthes beroemde foto van de aardbeving te San Francisco, 1906

Genthe emigreerde in 1895 naar San Francisco, na aanvaarding van een tijdelijke aanstelling als leraar. Omdat hij het beeld van de levendige stad wilde ‘vasthouden’ leerde hij zichzelf fotograferen. Uiteindelijk bleef hij in San Francisco hangen en opende er rond 1900 een fotostudio. In het begin van de twintigste eeuw maakte hij een later geroemde serie foto’s in Chinatown, waarbij hij vaak zijn camera verborg. In 1906 maakte hij een aantal wereldberoemd geworden foto’s van de Aardbeving van San Francisco in 1906.
Nadat een aantal van zijn foto’s in lokale tijdschriften waren gepubliceerd maakte Genthe ook naam als portretfotograaf. Vooraanstaande inwoners van San Francisco en bekende figuren als Sarah Bernhardt en Jack London lieten zich door hem fotograferen. Ook hield hij zich bezig met kunstzinnige fotografie, sloot zich enige tijd aan bij de kunstenaarskolonie in Carmel-by-the-Sea en experimenteerde daar vooral met kleur (autochrome Lumière).
In 1911 verhuisde Genthe naar New York, waar zijn roem als portretfotograaf in de volgende decennia nog verder toenam. In deze periode maakte hij onder meer foto’s van Theodore Roosevelt, Woodrow Wilson, John D. Rockefeller en andere grootheden. Bekend werd een serie portretten van Greta Garbo. In 1916 werd een reeks foto´s van de danseressen Anna Pavlova, Isadora Duncan en Ruth St. Denis succesvol uitgegeven in The Book of the Dance. In de jaren twintig maakte hij ook een reeks stadsgezichten in New Orleans.
Genthe stierf in 1942 aan een hartaanval.

## Galerij

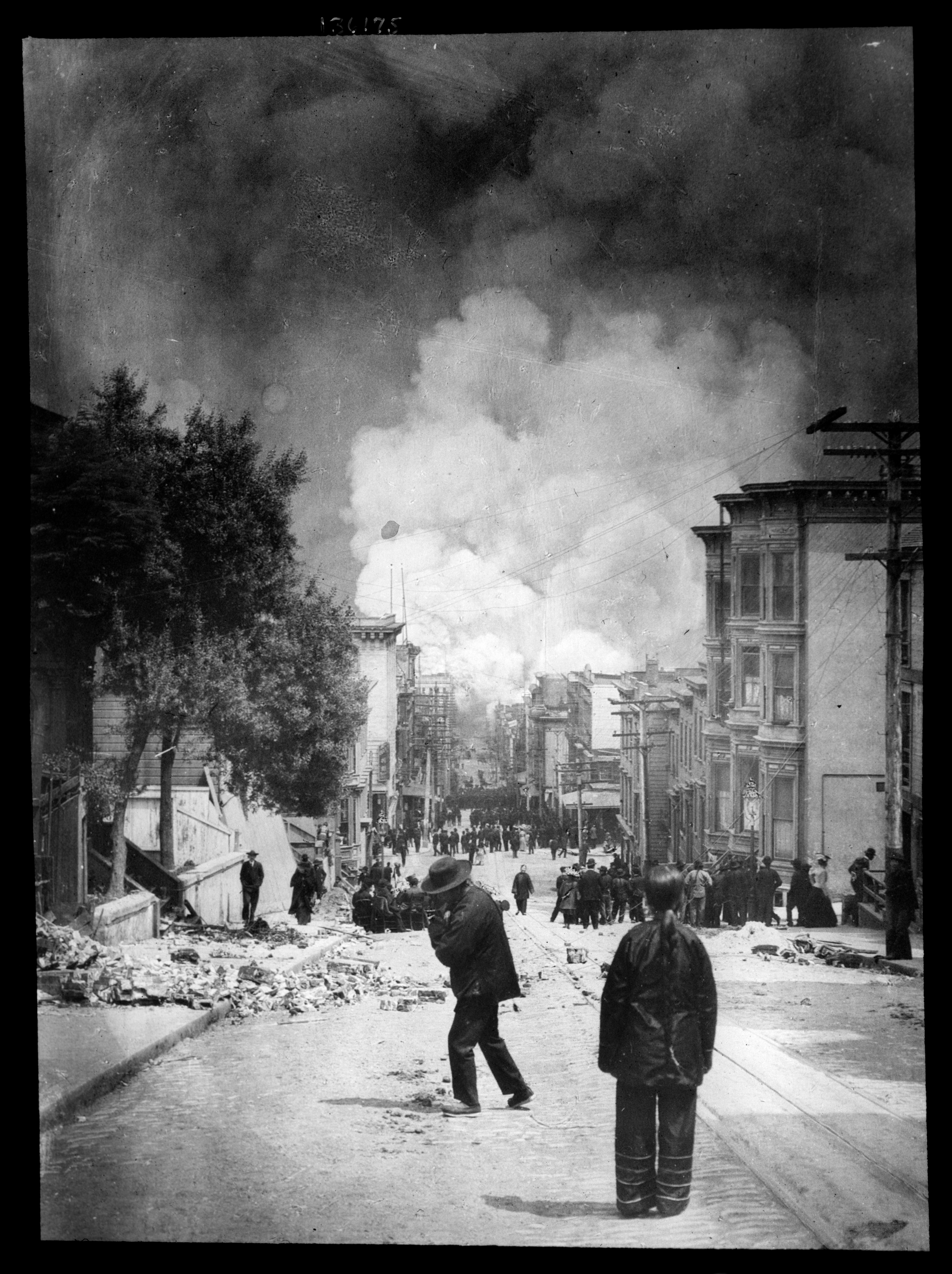
San Francisco, aardbeving, 1906
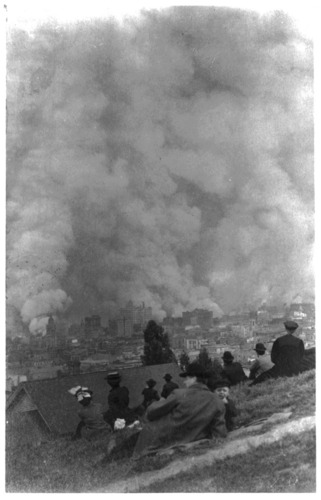
After the earthquake, 1906
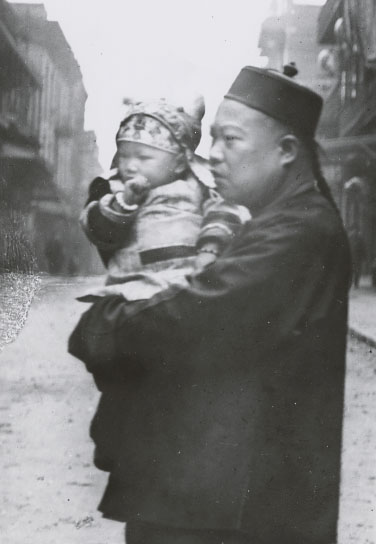
A Proud Father, rond 1900
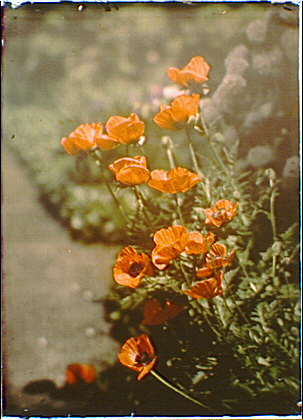
Golden poppies, autochroom/foto, rond 1908
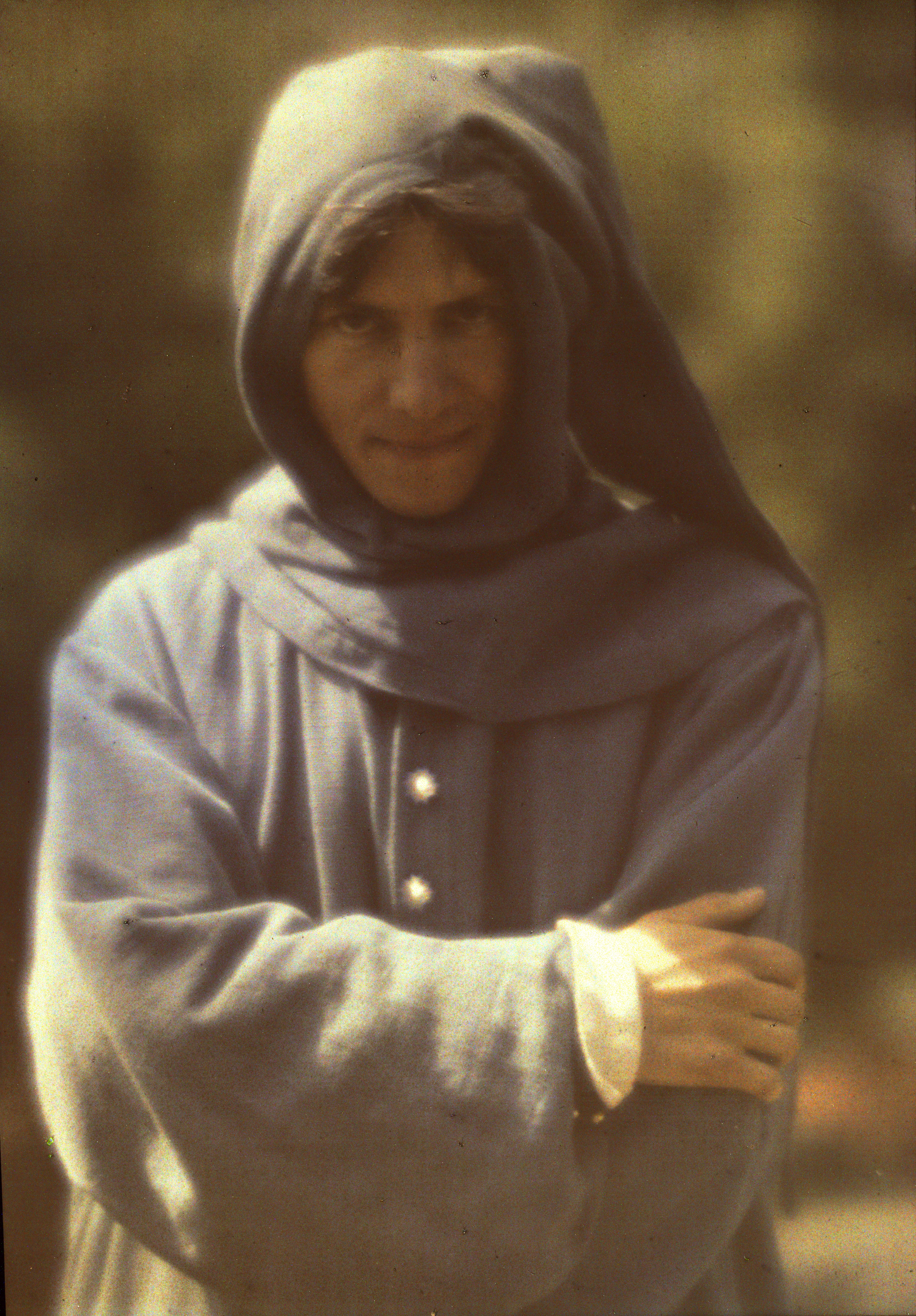
Acteur Percey MacKaye als Alwyn, 1913
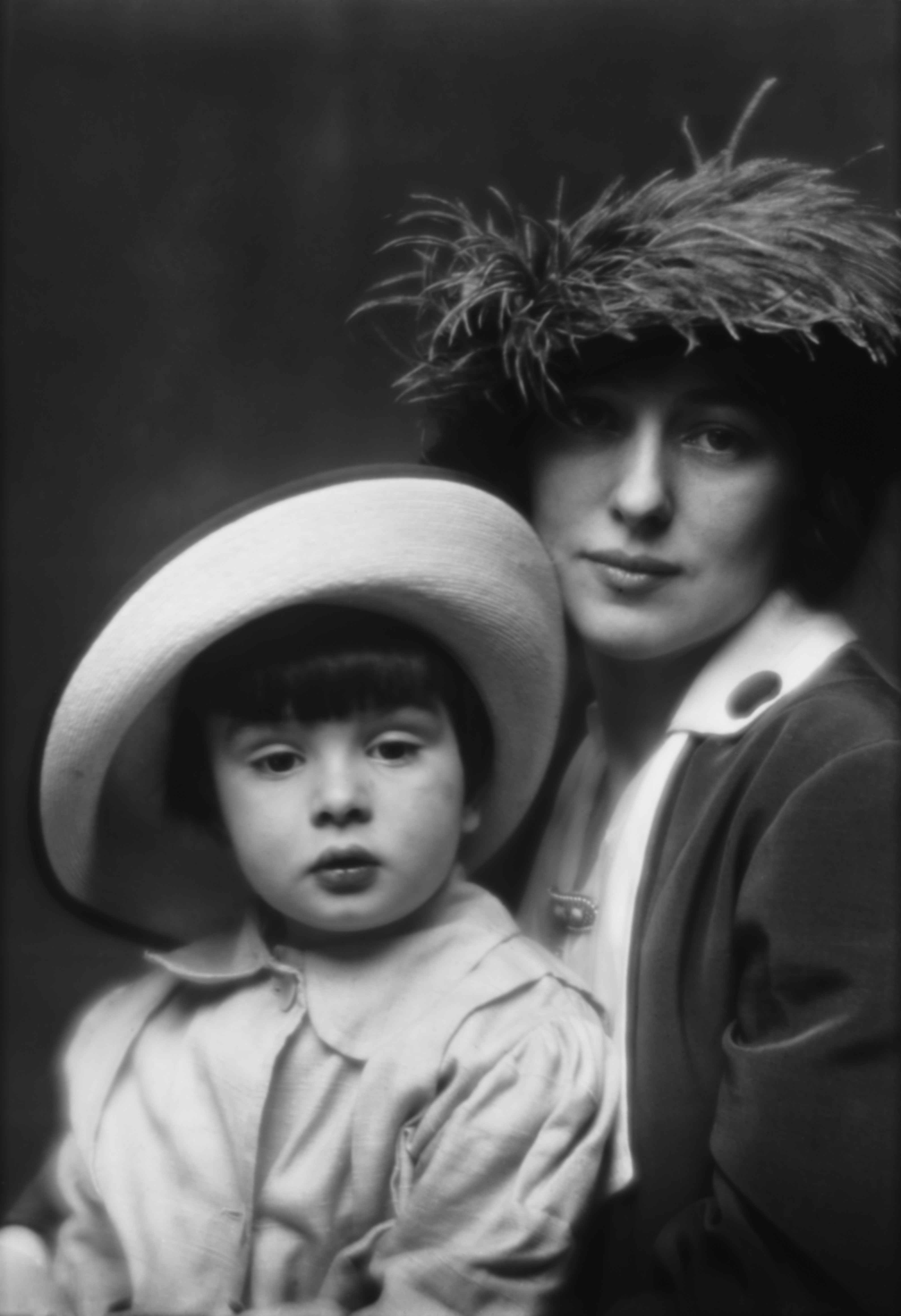
Actrice Evelyn Nesbit en zoon, 1913
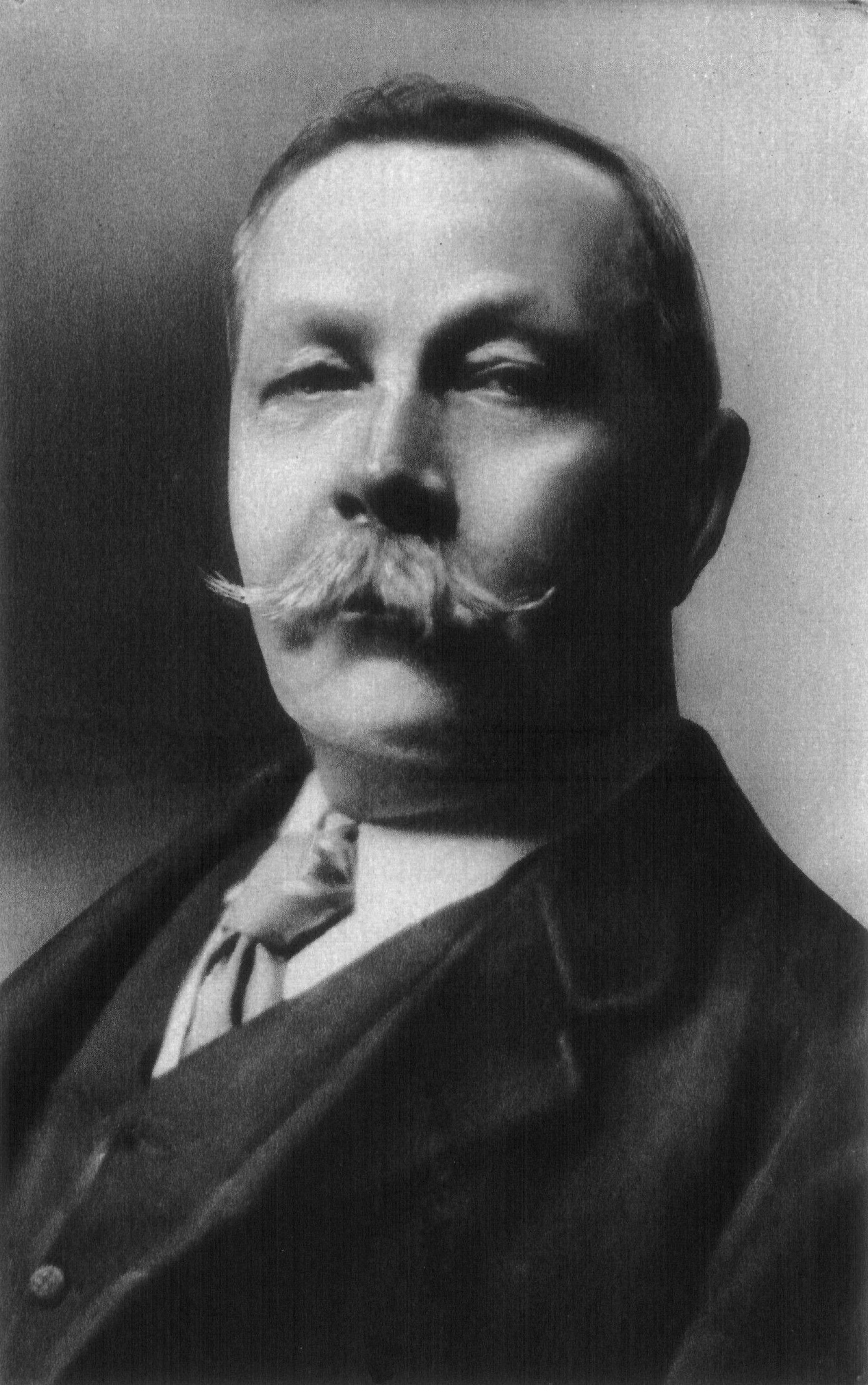
Arthur Conan Doyle, 1914
Actrice Fania Marinov, 1913
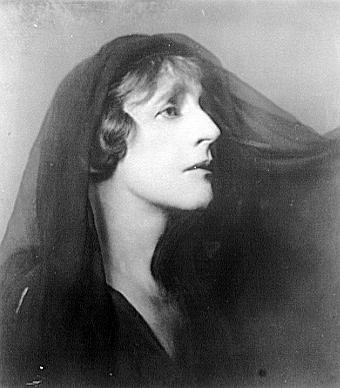
Actrice Margaret Anglin als Electra
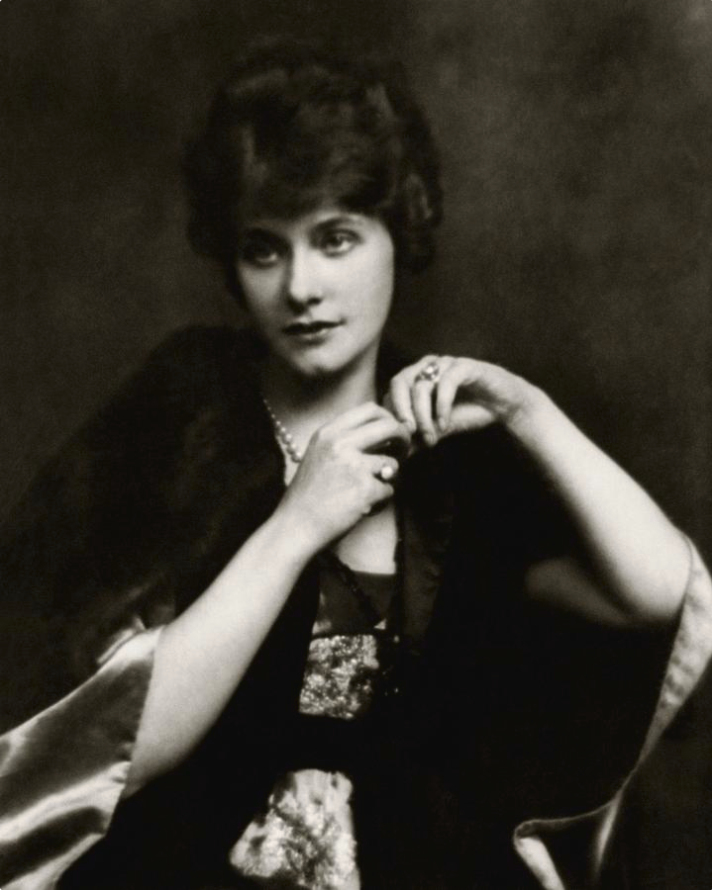
Actrice Elsie Ferguson, 1917
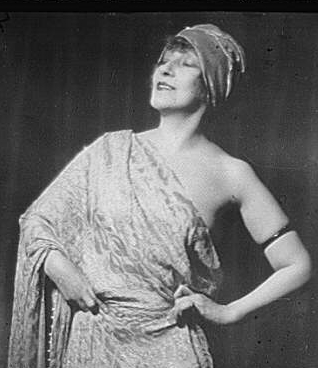
Sopraan Georgette Leblanc, 1921
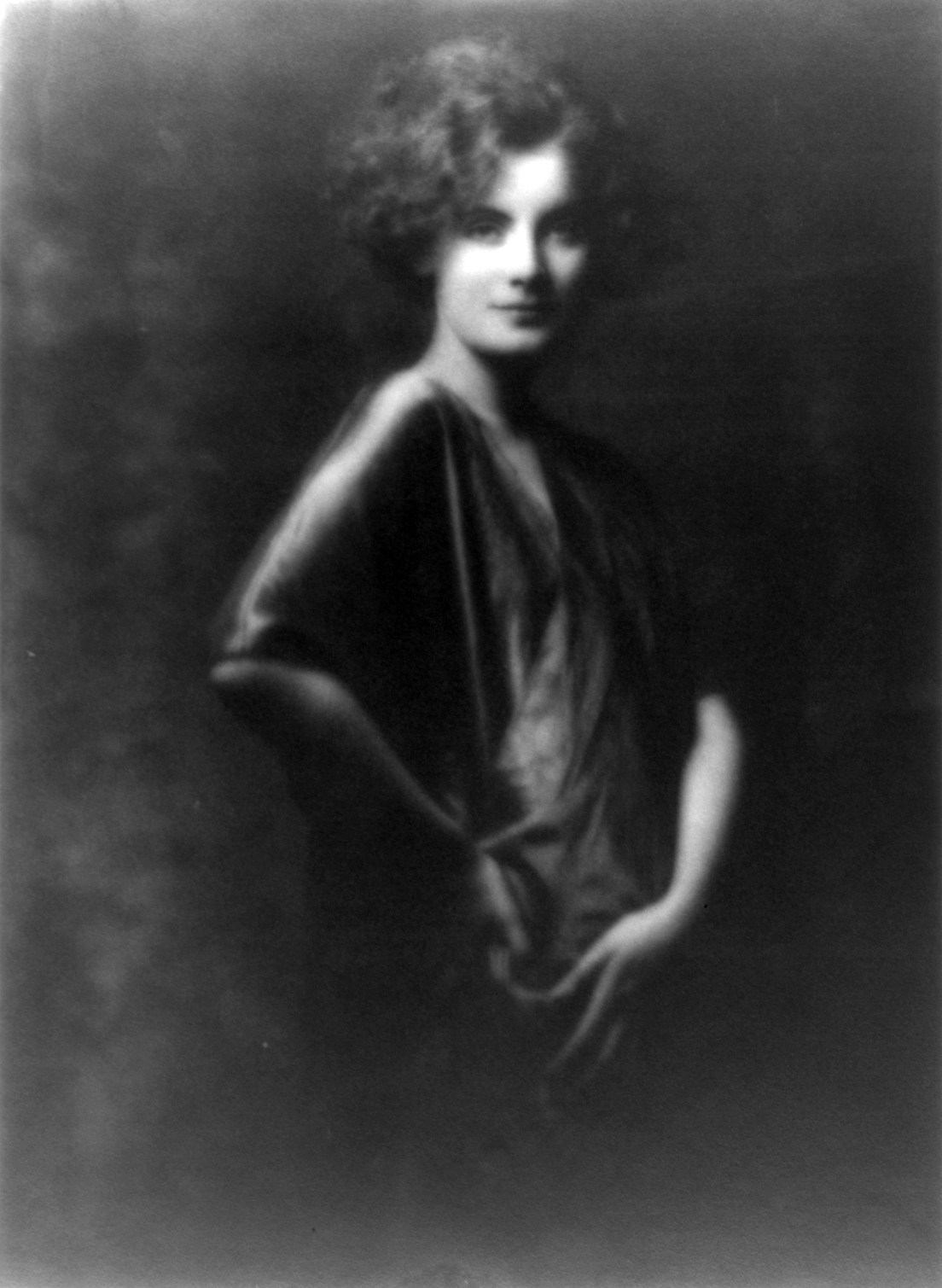
Greta Garbo, 1925
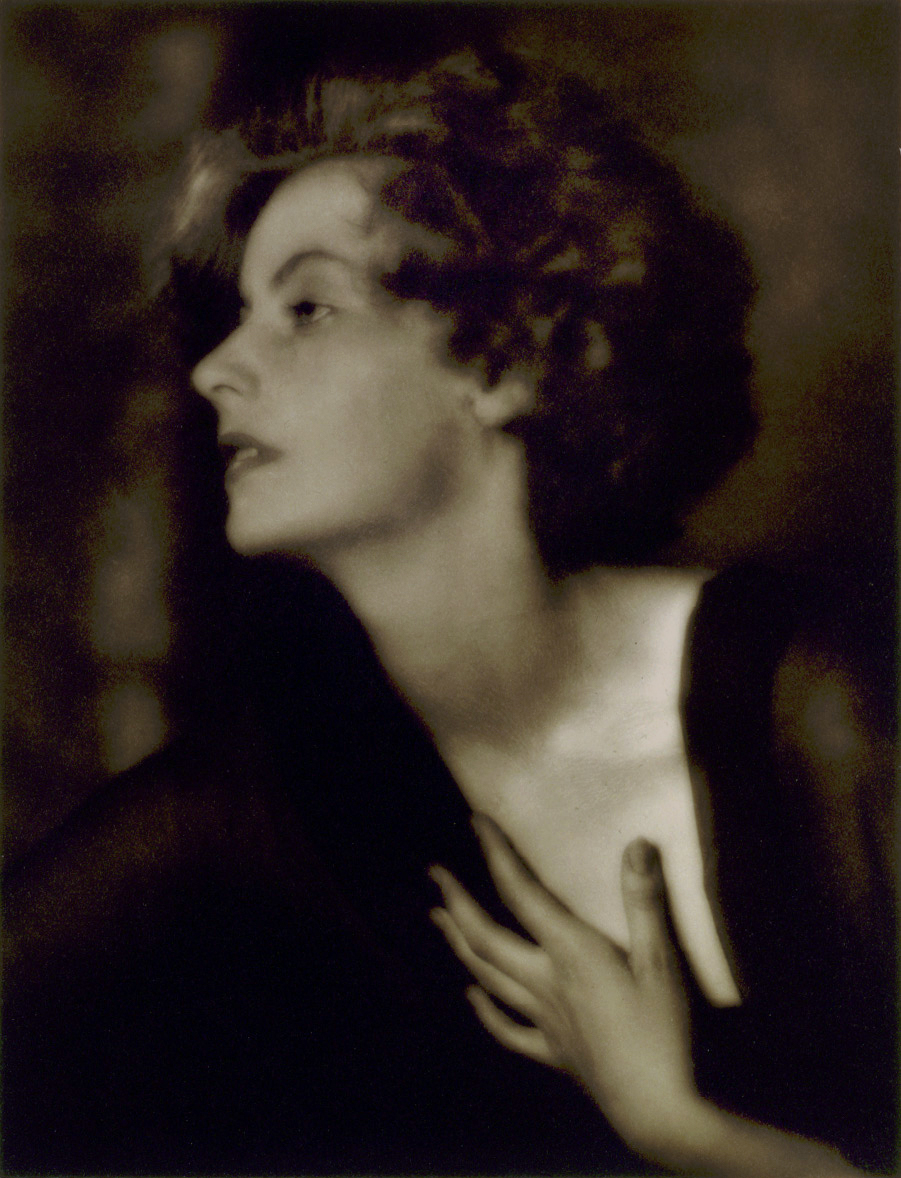
Greta Garbo, 1925
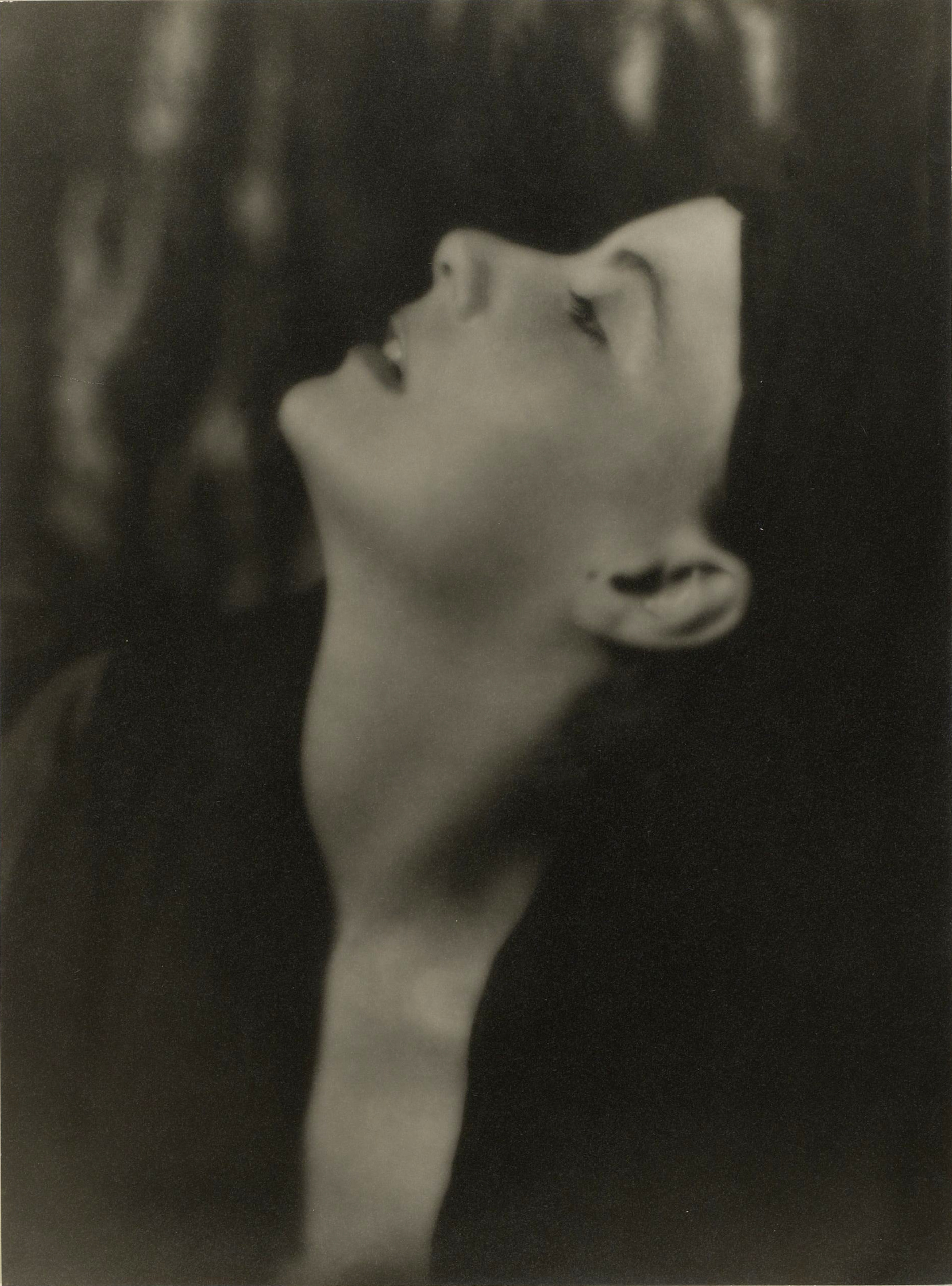
Greta Garbo, 1925
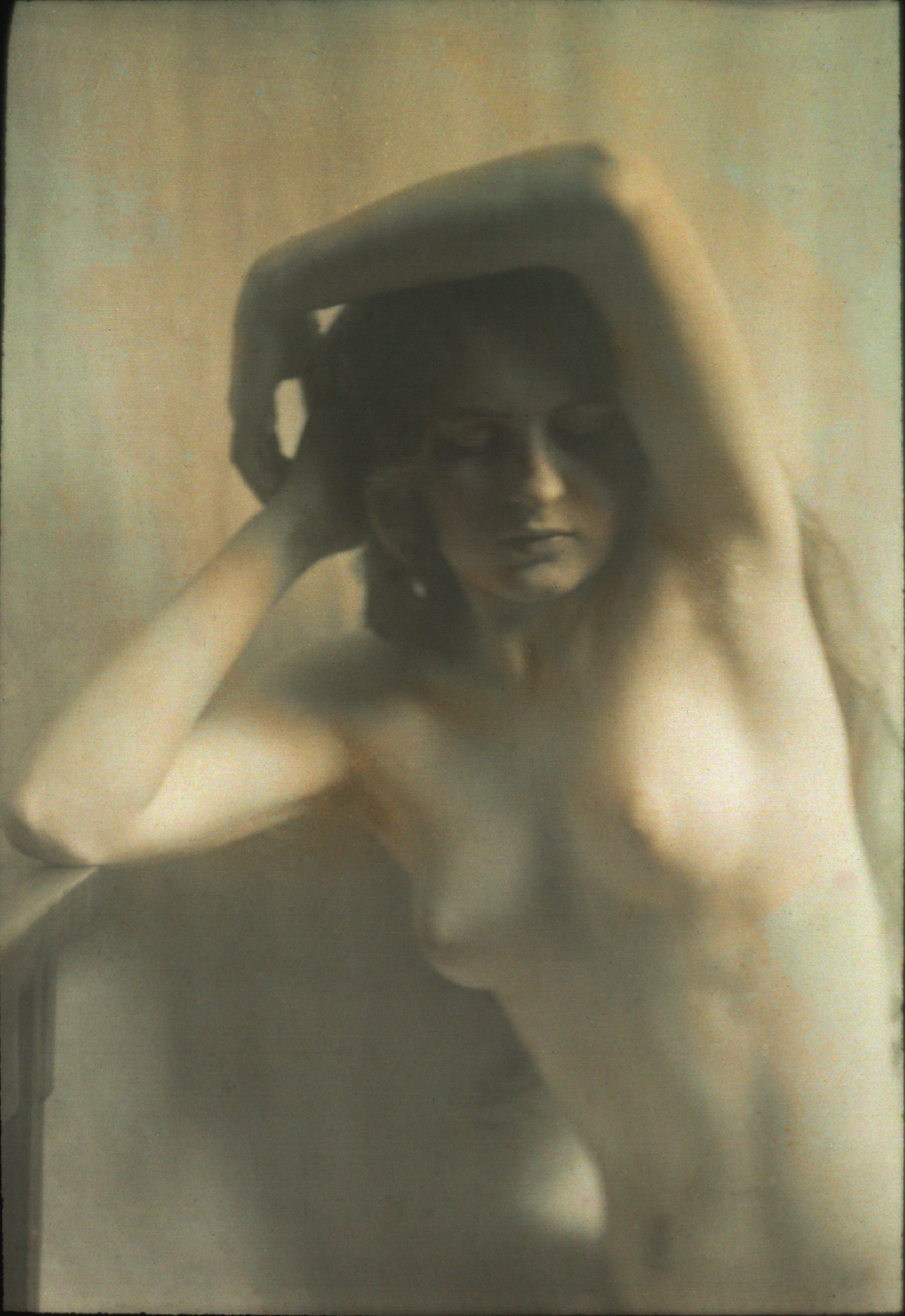
Nude study

## Publicaties
- Pictures of old Chinatown, New York: Moffat, Yard and co. 1908
- The book of the dance, Boston, International Publishers, 1920,
- Impressions of Old New Orleans, New York: George H. Doran co., c. 1926
- Isadora Duncan: twenty four studies, New York, 1929
- As I remember, New York, 1936
- Highlights and shadows, New York, 1937
- Genthe's Photographs of San Francisco's Old Chinatown, New York: Dover Publications 1984 ISBN 0-486-24592-6